# سامويل باستيان
سامويل باستيان (26 سبتمبر 1996 في بلجيكا - ) هو لاعب كرة قدم بلجيكي في مركز الوسط. شارك مع منتخب بلجيكا تحت 19 سنة لكرة القدم ومنتخب بلجيكا تحت 21 سنة لكرة القدم. أما مع النوادي، فقد لعب مع نادي أفيلينو ونادي رويال أندرلخت.

## روابط خارجية
- سامويل باستيان على موقع الاتحاد الأوربي (الإنجليزية)
- سامويل باستيان على موقع الاتحاد البلجيكي (الإنجليزية)
- سامويل باستيان على موقع قاعدة بيانات كرة القدم.إي يو (الإنجليزية)
- سامويل باستيان على موقع ناشيونال فوتبول تيمز (الإنجليزية)
- سامويل باستيان على موقع Soccerbase.com (لاعب) (الإنجليزية)
- سامويل باستيان على موقع Soccerway.com (الإنجليزية)
- سامويل باستيان على موقع عالم كرة القدم.نت (الإنجليزية)
- سامويل باستيان على موقع AS.com (الإسبانية)